# Tomorr-hegység
A Tomorr-hegység (albán Mal i Tomorrit) a Közép-Albán-hegységnek az Osum, a Devoll és a Tomorrica folyók völgyeitől közrezárt, észak–déli irányban húzódó vonulata Dél-Albániában, Berat városától 15 kilométerre keletre. Legmagasabb pontja a 2415 méteres Partizán-csúcs (Çuka e Partizanit). Egyike az albánok hiedelmekben és mondákban is megszemélyesített „szent hegyeinek”, amely a 19. századvégi nemzeti romantika korszakában az albánság ősiségének egyik szimbóluma volt. Természeti értékeinek köszönhetően 2012 óta a Tomorr-hegységi Nemzeti Park védelme alatt áll.
Gyakori írásmódja Tomor/Tomori.

## Földrajza
A Tomorr-hegység a Közép-Albán-hegység egyik legmagasabb vonulata. Legmagasabb pontja a hegység északi részén található 2415 méteres Partizán-csúcs (Çuka e Partizanit), de még két másik csúcs magasodik 2000 méter fölé: a Tomorr-hegy (Maja e Tomorrit, 2379 m) és a Kulmaki-hegy (Maja e Kulmakut, 2173 m). Az észak–déli irányú gerincet északon a Devoll völgykanyarulata és a mesterséges Banjai-tó szegélyezi. A Devoll bal oldali mellékfolyója, a Tomorrica völgye választja el keletről az Ostrovicai-hegységtől, míg nyugati oldalán az Osum kiszélesedő lapálya, illetve ettől délre a hegységen áttörő Osum-szurdok húzódik. A Tomorr tönkje eocén kori mészkőből épült fel, a karsztformákban gazdag hegytető a kainozoikumi eljegesedés felszínformáló hatásáról tanúskodik.
A hegység területéből 24 723 hektár a Tomorr-hegységi Nemzeti park védelme alatt áll. A tengerszint feletti magasságtól függően fenyőelegyes bükkösök és tölgyesek borította hegyvidéken hat endemikus növényfaj honos, köztük a csüdfüvek közé tartozó Astragalus autroni. A terület faunájában számottevő populációt alkot a barna medve, a szürke farkas,  a vörös róka, a vadmacska, a borz, a vaddisznó, a vadkecske, különböző sasfajok és a siketfajd.
A legközelebb eső jelentős település Berat, amely az északi csúcstól 15 kilométerre nyugatra fekszik. A hegység peremvidékén fekvő további városok Poliçan és Çorovoda. A ritkán betelepült terület egyetlen számottevőbb települése a mintegy 800 lakosú Gjerbës, amely közúton legkönnyebben Çorovoda felől közelíthető meg.

## Kulturális jelentősége
A hegyvonulat már az antik időkben is ismert volt; Sztrabón i. e. 1. századi földrajzi munkájában Tomarosz (Τόμαρος) néven említette. Bár a 19. századig itt vezetett keresztül a Beratot Voskopojával összekötő, rossz minőségű karavánút, a Tomorr hegyvidéke napjainkig nehezen járható, szórványosan lakott terület.
A környék albánjainak hiedelemvilágában a felhőkbe burkolózó Tomorr-hegység az istenek lakhelye volt, ahova csatározásokkal terhelt időkben a férfiak felmentek, hogy az isteni hegytől kitudják jövőjüket és harci szerencséjük állását. Maga a név is egy nevezetes – Maximilian Lambertz szerint egy ősi illír istenséggel azonosítható – albán mitológiai alakra, Tomorri apóra (albán Baba Tomorri) vezethető vissza. Jelentőségét tanúsítja, hogy a vidék parasztjai körében a Koránra vagy a Bibliára való esküvésnél is erősebb volt a Tomorri apóra adott szó („Për Baba Tomorrin!”). Rendszerint hosszú ősz szakállú öregként személyesítették meg, aki felett négy hosszú csőrű sas kering.
A hegy kialakulásához két nevezetesebb eredetmonda kötődik. Az ismertebb legenda szerint a mai Berat városát közrezáró Shpirag-hegy és Tomorr-hegység hajdan óriások voltak, akik véres harcra keltek egymással egy leány kegyeiért. A küzdelem során Tomorri a kardjával alaposan összeszabdalta Shpiragut (ez magyarázza a hegy mély völgybarázdáit), míg amaz több ízben buzogányával sújtott le Tomorrira (ami a lepusztult tönkfelszínhez szolgáltat eredetmagyarázatot). Mindketten belehaltak a küzdelembe, holtukban heggyé változtak, s a halálukat sirató leány könnyeiből keletkezett az Osum folyó. A másik eredetmonda szerint az egyik hegyet az igazságos Tomorri, míg a másikat a félelmetes rossz szellem, Shpiragu lakta. Aki csak megközelítette Shpiragu hegyét, az többé soha nem tért vissza, mígnem egy nap egy fiatal férfi érkezett Berat városába, zsebei a hegy barlangjaiban gyűjtött drágakövekkel teletömve. A kapzsiság felütötte a fejét a város fiataljai körében, akik a vének tanácsának tiltásával szembeszegülve felkerekedtek a Shpiragu hegye felé. Ahogy a hegyhez értek, annak ormáról felemelkedett egy visszataszító rémalak, egy óriási csontváz, ám ekkor a másik hegyből kiemelkedett a beratiakat védelmező Tomorri, és kezdetét vette a harc a két óriás között. A Shpiragu rossz szelleme kardjával lenyisszantotta a Tomorr-hegy ormát, Tomorri pedig mély sebet ejtett a másik testén. A Tomorr-hegység a hiedelemvilág mellett a környék népi vallásosságának is kiemelkedő jelentőségű helyszíne. A bektásik augusztus 20–25-én zarándokolnak el Ali kalifa fia, al-Abbász ibn Ali vagy albánosan Abaz Aliu jelképes sírhelyéhez. Augusztus 15-én, Szűz Mária mennybevételének ünnepén a keresztények is elzarándokolnak a hegyre.
A Tomorr a 19. század utolsó harmadától, az albán nemzeti romantika, a Rilindja korszakának irodalmában – az albán „Petőfi”, Naim Frashëri nyomán – szintén előkelő helyet foglalt el mint az önrendelkezését kereső és identitását építő albán nemzet ősiségének egyik szimbóluma. Andon Zako Çajupi 1902-ben megjelent és nagy visszhangot keltett hazafias verseskötetének címéül választotta az albán hegyóriást, de említhetőek Kostandin Kristoforidhi, Asdreni, Hilë Mosi és Ndre Mjeda Tomorról szóló költeményei is.
Emellett Tomorri volt a címe egy 1910-es évekbeli elbasani közéleti folyóiratnak, majd az 1940-es évek fasiszta tiranai lapjának, s ugyancsak róla vette nevét az 1941-ben megnyílt első albán filmstúdió, a Tomorri Film. A közeli Berat labdarúgócsapatának 1957 óta FK Tomori a neve.

## Látnivalói
A nemzeti park védett természeti értékei közül a legjelentősebbek a 300 méter hosszú Kapinovai-barlang (Shpella e Kapinovës), a Kakrukai-barlang (Sterra e Kakrukës), a Proseki-barlang (Sterra e Prosekut), az Uvlen-barlang (Sterra Uvlen), a Dragói-lyuk vízesése (Vrima e Dragoit), az ujaniki morénák (morenat akullnajora të Ujanikut), a 15 hektáros kulmaki páncélfenyves (rrobulli i Kulmakut),  valamint a százéves lybeshai platánfa (rrapi i Lybeshës).
Az 1430 méteres tengerszint feletti magasságú Kulmaki-hágónál (Qafa e Kulmakut) található a bektási Kulmaki-tekke, mellette Abaz Aliu jelképes sírhelyével, amely augusztus végén népszerű zarándoklati helyszín. A Çorovodából Gjerbësbe vezető út elején, a Çorovoda-patak fölött ível át az egykori karavánút részét képező, 1640 körül épült Kasabashi-híd (Ura e Kasabashit).